# Lau Damak
Lau Damak is een bestuurslaag in het regentschap Langkat van de provincie Noord-Sumatra, Indonesië. Lau Damak telt 1777 inwoners (volkstelling 2010).